# Aegir (księżyc)
Aegir (Saturn XXXVI) – księżyc Saturna odkryty w połowie grudnia 2004 roku przez Davida Jewitta, Scotta Shepparda i Jana Kleynę za pomocą teleskopu naziemnego. Elementy orbity wyliczył Brian Marsden.
Aegir należy do grupy nordyckiej księżyców Saturna, poruszających się ruchem wstecznym. 
Jest jednym z kilkunastu satelitów Saturna odkrytych w 2004 r., po 23 latach od przelotu sondy Voyager 2 przez system tej planety. W mitologii nordyckiej Ägir to olbrzym uosabiający gniew i dzikość oceanu.